# Mohammed Amer
Mohammed Amer (ou Mohammed Mustafa Amer, en arabe : محمد عامر), né le 24 juillet 1981 au Koweït, est un humoriste américain d'origine palestinienne.

## Biographie
Mohammed Amer est surtout connu pour sa comédie spéciale sur Netflix, Mo Amer : The Vagabond, et son rôle en tant que tiers du trio comique Allah Made Me Funny (en). Il a également joué pendant deux saisons, aux côtés de l'humoriste Ramy Youssef, dans la sitcom Ramy sur Hulu, dans le rôle de Mo, le cousin de Ramy, et dans le film Black Adam. Il a également créé et joue dans une série télévisée Netflix intitulée Mo,, librement basée sur sa propre expérience en tant que réfugié palestinien aux États-Unis, lancée en août 2022. Amer animera la saison 2023 de la série Doha Debates (en), qui sera filmée devant un public à l'Education City du Qatar.